# René van der Linden
 (mars 2013).
Si vous disposez d'ouvrages ou d'articles de référence ou si vous connaissez des sites web de qualité traitant du thème abordé ici, merci de compléter l'article en donnant les références utiles à sa vérifiabilité et en les liant à la section « Notes et références ».
René van der Linden, né le 14 décembre 1943 à Eys, est un homme politique néerlandais.

## Biographie
Il a été élu le 24 janvier 2005 à l’unanimité président de l'Assemblée parlementaire du Conseil de l'Europe (APCE), dont le siège est à Strasbourg, pour un mandat d'un an, renouvelable deux fois. Il est membre de cette assemblée depuis 1989 avec une brève interruption[Quand ?]. 
René van der Linden est en outre sénateur des Pays-Bas depuis 1999. Il a fait partie de la seconde Chambre des États généraux de 1977 à 1986 et de 1988 à 1994 et a été secrétaire d'État de 1986 à 1988.
Il succède à Peter Schieder (Autriche, SOC), comme 23e Président de l’Assemblée depuis sa création en 1949. Il est le second Néerlandais élu à cette fonction.
Il est membre du CDA, un parti membre du Parti populaire européen. Il a été membre de la Convention européenne et s'est fortement engagé en faveur de la Constitution européenne repoussée par les Néerlandais lors d'un référendum. Il est également tout le contraire d'un eurosceptique.
Il est chevalier de l'Ordre de Saint-Grégoire-le-Grand (Saint-Siège) depuis 2004.
Il est promu commandeur de l'Ordre de la Légion d'honneur en 2007.

## Distinctions
- Citoyen d'honneur de Liège[2]
- Chevalier de l'ordre de Saint-Grégoire-le-Grand
- Commandeur de la Légion d'honneur (2007)
- Commandeur de l'ordre d'Orange-Nassau